# ريكاردو شيلي

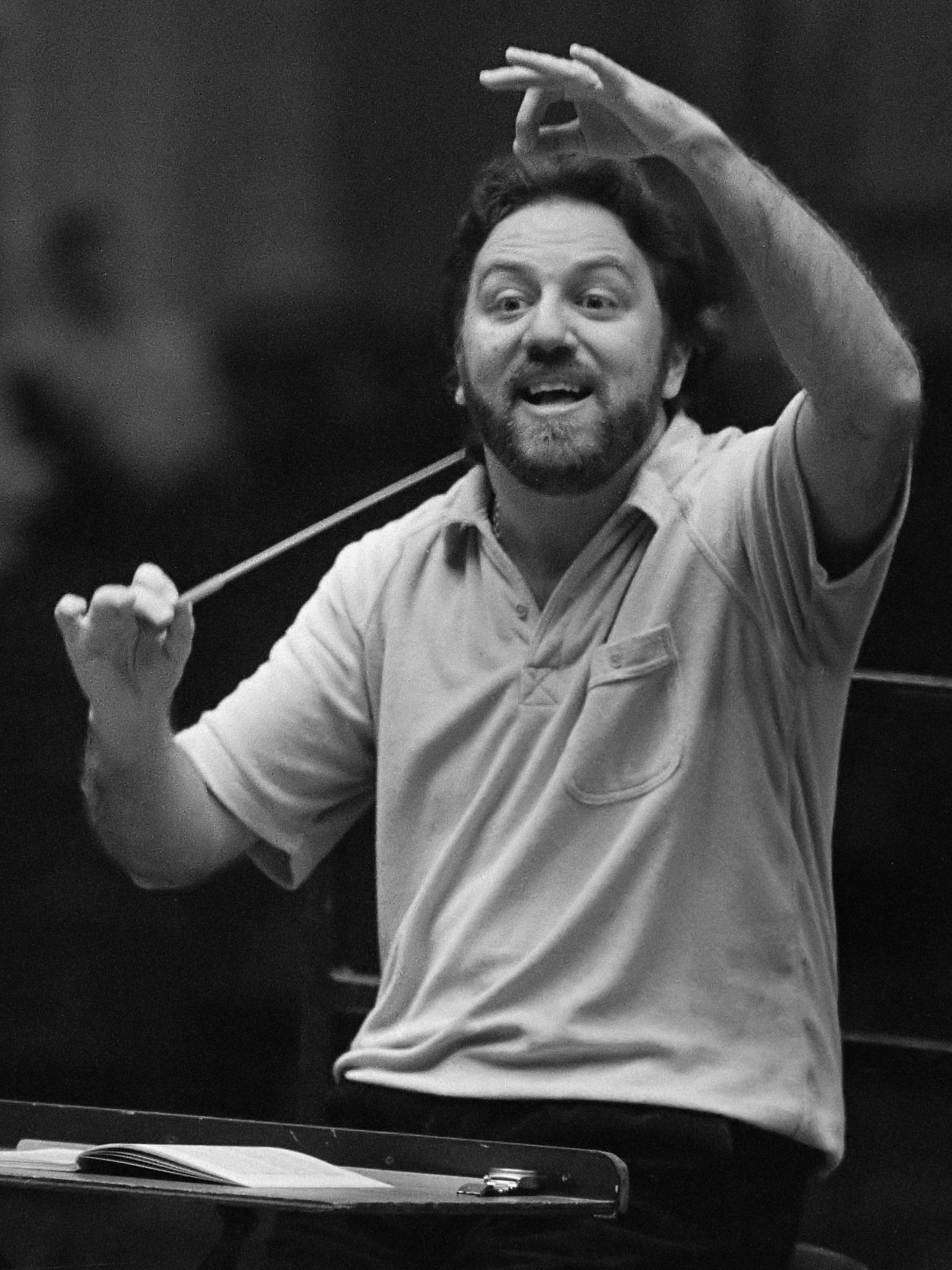
ريكاردو شيلي (1986)

ريكاردو شيلي بالإنجليزية Riccardo Chailly (ولد في ميلان في 20 فبراير 1953، مايسترو إيطالي ابن المؤلف الموسيقي لوتشيانو شيللي (1920-2002).

## حياته وعمله
درس التأليف الموسيقي على يد والده وتعلم قيادة الأوركسترا لدى بييرو جاورينو وفرانكو فيرارا، وظهر أول مرة في أمريكا عام 1974 وهو يقود الأوركسترا في عرض لأوبرا «مدام باترفلاي» في دار أوبرا شيكاجو. منذ عام 1982 حتى 1988 عمل مايسترو لأوركسترا «إذاعة برلين السيمفوني» حيث عمل مايسترو رئيسي زائر في أوركسترا لندن الفيلهارموني في الفترة 1982-1985 ومدير لتياترو بولونيا في الفترة ما بين أعوام 1986-1993.
في عام 1988 وهو في سن 35، تم اختياره مايسترو رئيسي لأوركسترا أمستردام الملكي وفي سبتمبر 2005 خلف هربرت بلومستيد كمدير موسيقي لأوركسترا لايبزج. لاقى الإعجاب لأسلوبه الحماسي في الأداء وبرنامجه المغامر، ويعد مايسترو شغوف ببرامج حفلات موسيقى القرن العشرين، خاص الأعمال التي تلت باليه طقوس الربيع لسترافنسكي. في الأعمال التي تنتمي للقرن العشرين، مثل «البحر» لكلود ديبوسي أو سيمفونيات مالر، عانى من عدم قدرته على رؤية الغابات والأشجار بينما كان ينقل الحماس السطحي في الموسيقى الرومانسية. تعتبر تسجيلاته لسيمفونية تورانجيليلا لميسيان مثالية، كما سجل «ألبوم الجاز» لشوستاكوفتش عام 1993 حيث باع أكثر من 200,000 أسطوانة حتى الآن.

## وصلات خارجية
- ريكاردو شيلي على موقع IMDb (الإنجليزية)
- ريكاردو شيلي على موقع مونزينجر (الألمانية)
- ريكاردو شيلي على موقع ميوزك برينز (الإنجليزية)
- ريكاردو شيلي على موقع إن إن دي بي (الإنجليزية)
- ريكاردو شيلي على موقع أول ميوزيك (الإنجليزية)
- ريكاردو شيلي على موقع ديسكوغز (الإنجليزية)
- ريكاردو شيلي على موقع قاعدة بيانات الفيلم (الإنجليزية)

1. ↑  Discogs | Riccardo Chailly (بالإنجليزية), QID:Q504063
2. ↑  Brockhaus Enzyklopädie | Riccardo Chailly (بالألمانية), OL:19088695W, QID:Q237227
3. 1 2  Archivio Storico Ricordi، QID:Q3621644
4. ↑  Internet Movie Database (بالإنجليزية), QID:Q37312
5. 1 2 3  The NPR Listener's Encyclopedia to Classical Music by Ted Libbey